# Apanteles monocavus
Apanteles monocavus är en stekelart som först beskrevs av Valerio och Whitfield 2004.  Apanteles monocavus ingår i släktet Apanteles och familjen bracksteklar. Inga underarter finns listade i Catalogue of Life.